# 丹庫塔

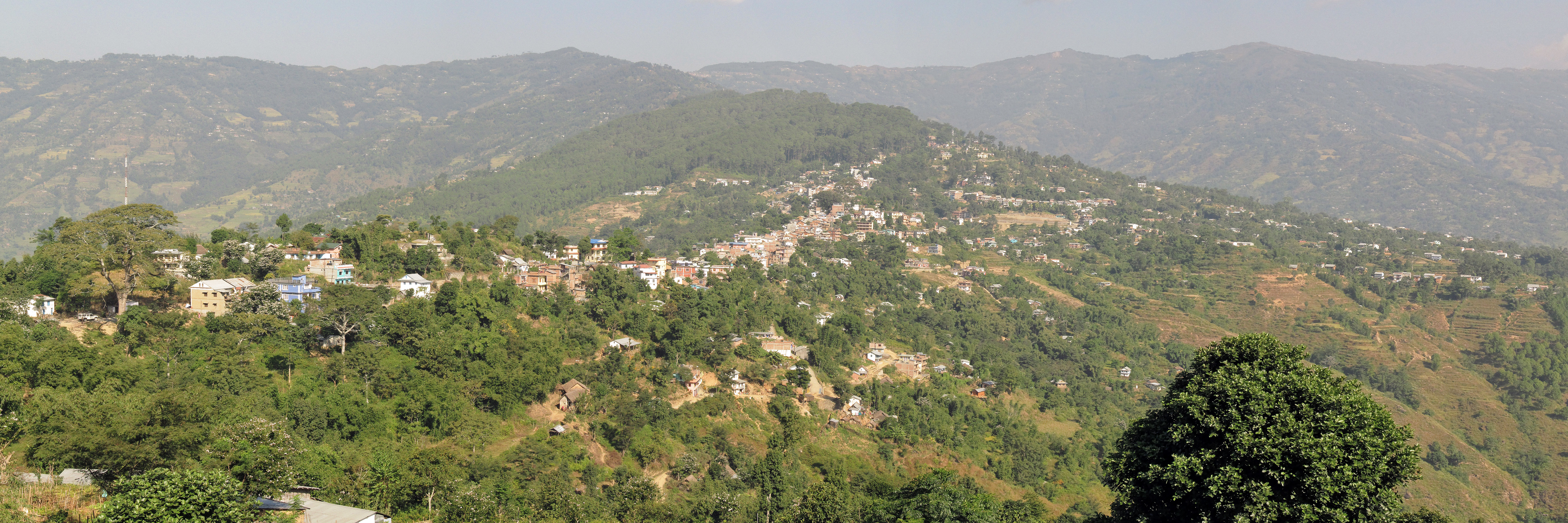
丹庫塔

丹庫塔是尼泊爾的城鎮，位於該國東部，由戈希省負責管轄，海拔高度1,170米，每年平均降雨量987毫米，主要經濟活動是農業，2011年人口26,440。
26°59′N 87°20′E / 26.983°N 87.333°E

## 外部連結
Google Map Link